# Bridge House Cemetery
Bridge House Cemetery is een Britse militaire begraafplaats met gesneuvelden uit de Eerste Wereldoorlog, gelegen in de Belgische gemeente Langemark-Poelkapelle. De begraafplaats ligt een kilometer ten zuiden van het gehucht Sint-Juliaan en werd ontworpen door Arthur Hutton. Het terrein heeft een rechthoekig grondplan met een oppervlakte van 196 m² zonder het toegangspad, en is omgeven door een natuurstenen muur. Het Cross of Sacrifice staat aan de toegang. De begraafplaats is vanaf de weg bereikbaar via een graspad van 27 m.  

## Geschiedenis
Deze begraafplaats werd eind september 1917 aangelegd door de 59th (North Midland) Division en werd genoemd naar een boerderij in de nabijheid van een brugje over de Steenbeek. Deze boerderij werd geregeld door een aantal eenheden gebruikt als medische post. Met uitzondering van 5 graven behoren alle gesneuvelden tot de eerder genoemde divisie waarvan de soldaten gesneuveld zijn tussen 26 en 28 september 1917 tijdens de slag om Polygon Wood. Eén slachtoffer (W. Baker) sneuvelde op 16 augustus 1917.
Er liggen 45 Britten begraven waaronder 4 niet geïdentificeerde.
In 2009 werd de begraafplaats als monument beschermd.

## Onderscheiden militair
- F. Chymist, sergeant bij het Tank Corps werd onderscheiden met de Meritorious Service Medal (MSM).